# 美诺厅
美诺厅，清朝时设置的厅。
乾隆四十一年（1776年），金川改土归流，以小金川地置，治所在今四川省小金县。四十四年（1779年），阿尔古厅（以大金川地置）并入。四十八年（1783年），改懋功屯务厅。